# Challenger de Happy Valley 2017

El torneo City of Onkaparinga ATP Challenger 2017 fue un torneo profesional de tenis. Pertenece al ATP Challenger Series 2017. Se disputará su 3ª edición sobre superficie dura, en Happy Valley, Australia entre el 2 al el 8 de enero de 2017.

## Jugadores participantes del cuadro de individuales
| Favorito | País                            | Jugador          | Rank1 | Posición en el torneo |
| -------- | ------------------------------- | ---------------- | ----- | --------------------- |
| 1        | Bandera de Estados Unidos       | Donald Young     | 88    | Primera ronda         |
| 2        | Bandera de Brasil               | João Souza       | 123   | Primera ronda         |
| 3        | Bandera de Estados Unidos       | Denis Kudla      | 131   | Semifinales           |
| 4        | Bandera de Canadá               | Peter Polansky   | 135   | Cuartos de final      |
| 5        | Bandera de Eslovaquia           | Norbert Gombos   | 142   | Primera ronda         |
| 6        | Bandera de Bosnia y Herzegovina | Darian King      | 152   | Cuartos de final      |
| 7        | Bandera de Eslovenia            | Grega Žemlja     | 155   | Primera ronda         |
| 8        | Bandera de Hungría              | Márton Fucsovics | 158   | Cuartos de final      |

- 1 Se ha tomado en cuenta el ranking del 26 de diciembre de 2016.

### Otros participantes
Los siguientes jugadores recibieron una invitación (wild card), por lo tanto ingresan directamente al cuadro principal (WC):
- Omar Jasika
- Blake Mott
- Marc Polmans
- Max Purcell

Los siguientes jugadores ingresan al cuadro principal tras disputar el cuadro clasificatorio (Q):
- Alex Bolt
- Alexander Bublik
- Luke Saville
- Yasutaka Uchiyama

## Campeones

### Individual Masculino
- Peter Gojowczyk derrotó en la final a  Omar Jasika, 6-3, 6-1

### Dobles Masculino
- Hans Podlipnik /  Max Schnur derrotaron en la final a  Steven De Waard /  Marc Polmans, 7-6(5), 4-6, [10-6].